# Charna Furman
Charna Furman (Montevideo, 12 de diciembre de 1941) fue prisionera política durante la dictadura uruguaya, en este periodo se convirtió en defensora de las personas privadas de sus derechos civiles, además participó en la creación de una película que documenta su encarcelamiento.

## Biografía
Hija de Jaie Naidich y José Furman. Creció en la casa de sus abuelos maternos, donde fue criada en una familia judía tradicional. 
Su familia llegó al Uruguay escapando de la persecución y el antisemitismo que sufrieron los judíos en Europa durante la Segunda Guerra Mundial que derivó en el Holocausto.
Al iniciar sus estudios de arquitectura en la Universidad de la República en 1961, se interesó y participó en el trabajo del CEDA, Centro de Estudiantes de Arquitectura y la Federación de Estudiantes Universitarios, donde asistió a numerosos congresos internacionales. 
En 1968, se unió a la Comisión de Cultura y también se vio involucrada en el movimiento juvenil comunista, para posteriormente graduarse en 1973.

## Carrera
Furman colaboró en la facultad de la universidad como asistente de investigación en el Departamento de Climatología en 1968 y trabajó allí hasta su despido por activismo político en 1974, después del golpe de estado uruguayo de 1973 . Aunque no era activa en grupos de izquierda desde sus días como estudiante universitaria, Furman fue considerada de izquierda debido a su previa participación en estos grupos. 
Junto con su esposo, quien era dibujante en una empresa de muebles, abrieron una pequeña boutique de decoración con artículos artesanales. A finales de octubre de 1975, ella y su esposo fueron arrestados en medio de la noche, pero a sus dos hijos se les permitió ir con su abuela (madre de Charna).
Charna fue encarcelada desde octubre de 1975 hasta febrero de 1980, durante su primer año de encarcelamiento fue torturada de manera repetida, debido a su previa participación comunista. Además fue sujeta de insultos antisemitas y en prisión se le negaron los alimentos necesarios para respetar sus restricciones dietéticas o literatura judía. Después de un año fue trasladada al Penal Punta de Rieles, donde permaneció encarcelada hasta su liberación. Al momento de su encarcelamiento, Furman era madre de dos hijos, Alejandro de cuatro años y Aiala de dos años y medio.
En 1985, Furman retomó su puesto como asistente de investigación ahora con la responsabilidad de administrar proyectos de vivienda para grupos específicos en pro de disminuir la pobreza y la marginación.
Un grupo de madres solteras comenzó a colaborar con trabajadoras sociales y psicólogas en 1989 para resaltar algunas de las dificultades que enfrentaron para encontrar viviendas seguras para sus familias, entonces Furman comenzó los trabajos de planificación del proyecto conocido como Mujeres Jefas de Familia, coloquialmente conocido como MUJEFA.
Implementado por la ciudad, el plan para el proyecto MUJEFA, implicó la renovación de una propiedad histórica abandonada en el centro de la ciudad. Se buscaba reconvertir el edificio abandonado en un hogar comunal para doce familias, sin embargo transcurrieron cuatro años antes de que se otorgara la escritura de la propiedad. Obtenida la escritura, las mujeres involucradas comenzaron a trabajar en la limpieza y acondicionamiento de la propiedad en 1994 para prepararse para la construcción, la cual se completó hasta mayo de 1997. 
El edificio tenía tres patios comunitarios que se mantuvieron libres para el uso de las y los residentes, las habitaciones restantes fueron divididas en apartamentos residenciales para las distintas familias. El proyecto de Furman fue uno de los finalistas del Premio Mundial del Hábitat 1995, otorgado por la Fundación de Construcción y Vivienda Social del Reino Unido, igualmente fue reconocido por otros concursos en Argentina y Dubai.
Furman fue miembro de la Red de Mujeres del Consejo Internacional del Hábitat, a la que se unió en 1992. 
En 1994 fundó el IVIM Instituto de Vivienda para la Mujer, y asumió la presidencia del IVIM en 1996, ese mismo año se incorporó a la Comisión de Seguimiento de Género y Pobreza de la Conferencia de las Naciones Unidas sobre la Mujer. Posteriormente en 1997, Furman comenzó a trabajar en varios proyectos de mejoramiento barrial para la Intendencia Municipal de Montevideo, la comisión de la Mujer de la Federación de Cooperativas de Vivienda y el IVIM. Estos proyectos colaboraron con las Cooperativas Covisfran, Covipolo, Entrelunas, Olimar y Piramide, que incluyeron espacios y soluciones con perspectiva de género para mujeres trabajadoras como programas de guarderías, seguridad y microempresas.
En 2001, Furman fue designada por la facultad de arquitectura de la Universidad de la República a la Red Temática de Estudios de Género. 
Sumado a su labor e iniciativas en temas de planificación urbana, Furman impartió cursos de posgrado en temas de vivienda, como diseño para sectores de bajos ingresos, cooperativas y el uso de tecnologías alternativas y el reciclaje como herramientas para resolver desafíos de vivienda social. Igualmente, publicó libros y artículos sobre soluciones de vivienda urbana. 
Algunas de sus obras incluyeron Mujefa ya tiene casa: un proyecto piloto y sus impactos en el Uruguay, 1996; Soluciones habitacionales para personas adultas mayores, 1997; Políticas de vivienda y hábitat. Las necesidades de las mujeres y de los nuevos arreglos familiares siguen sin ser contemplados, 2000, y Nuevas ecuaciones sociales. Como responden las políticas habitacionales, 2007.
Al jubilarse de la universidad en 2004, Furman se colaboró en la comisión que investigaba la resistencia a la dictadura, donde participó en varios consejos vecinales a partir del 2007.
Participó en la creación de un documental de 2005, Memorias de Mujeres, dirigido por Virginia Martínez, donde se detallaron las vivencias de las mujeres encarceladas durante la dictadura. Durante este periodo, para sobrevivir, las mujeres formaron grupos de apoyo y vivieron en un estilo comunal para cuidarse y acompañarse unas a otras en sus vivencias de agresión sexual, violencia y los traumas psicológicos que quedaron como resultado de las violencias vividas.